# 1964년 프랑스 캉통 선거
1964년 프랑스 칸톤 선거는 1964년 3월 8일과 3월 15일에 치러진 프랑스의 칸톤단위 지방선거다

## 선거 결과
정당별 당선자 수
| 정당                       | 의석수 |
| -------------------------- | ------ |
| 인터내셔널 프랑스지부      | 286    |
| 중도 좌파                  | 202    |
| 급진당                     | 199    |
| 소상공인과 농민의 국민중심 | 165    |
| 대중공화운동               | 148    |
| 공화민주연맹               | 123    |
| 프랑스 공산당              | 99     |
| 독립 공화파                | 81     |
| 극좌                       | 40     |
| 극우                       | 15     |
| 무소속                     | 204    |
| 합계                       |        |